# جوني ليندسي
جوني ليندسي (8 سبتمبر 1908 في جنوب أفريقيا - 31 أغسطس 1990 في جنوب أفريقيا) (بالإنجليزية: Johnny Lindsay)‏ هو لاعب كريكت جنوب أفريقي. شارك مع منتخب جنوب أفريقيا الوطني للكريكت.

## وصلات خارجية
- جوني ليندسي على موقع إي آس بي آن كريك إنفو (الإنجليزية)